# Андрунакиевич, Владимир Александрович
Владимир Александрович Андрунакиевич (рум. Vladimir Andrunachievici; 3 апреля 1917, Петроград, Российская Республика — 22 июля 1997, Кишинёв, Молдавия) — молдавский советский математик, алгебраист, организатор науки.
Доктор физико-математических наук (1958), академик (1961) и вице-президент (1964—1969, 1979—1990) АН Молдавской ССР (с 1991 года АН Молдавии). Заслуженный деятель науки Молдавской ССР, лауреат Государственной премии МССР (1972).

## Биография

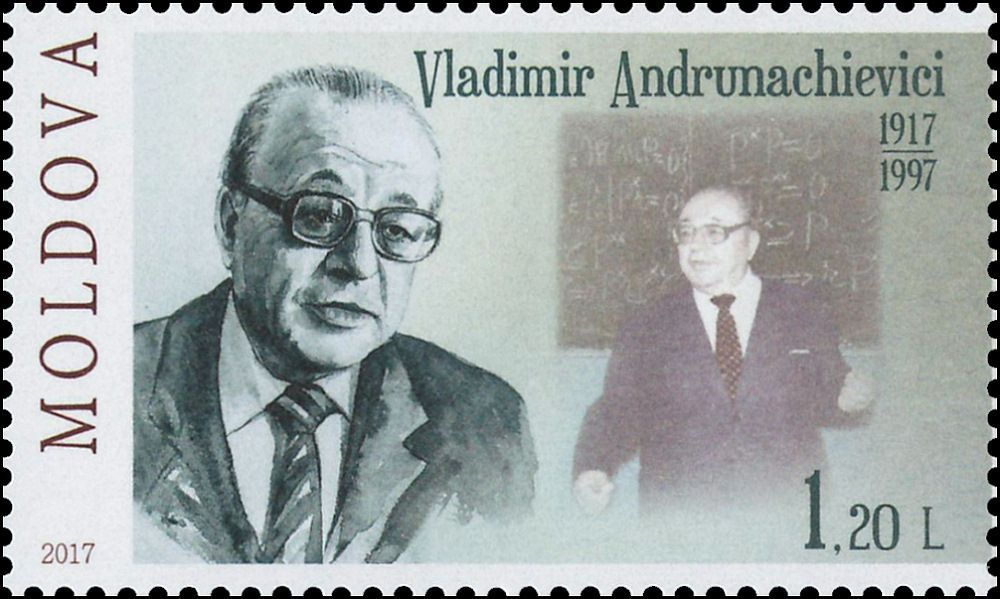
Владимир Андрунакиевич на почтовой марке Молдовы, посвящённой 100-летию со дня рождения математика

Родился в Петрограде, в районе Невская застава, в семье юриста Александра Константиновича Андрунакиевича (Андронаке, 1889—1943), уроженца села Старая Обрежа Бельцкого уезда Бессарабской губернии, и музыкального педагога Антонины Михайловны Стадницкой (1887—1943), уроженки Петербурга и племянницы митрополита Арсения (Авксентия Георгиевича Стадницкого). До 1936 года обучался в мужской румынской гимназии «Алеку Руссо» в Кишинёве. После окончания Ясского университета (1940) вернулся в ставшую советской Бессарабию, работал учителем математики в кишинёвской средней школе № 13.
В годы Великой Отечественной войны — в эвакуации в Краснодарском крае и в Казахстане (Джамбул), где умерли его родители. В 1943—1946 годах учился в аспирантуре Московского университета у профессоров А. Г. Куроша и О. Ю. Шмидта, кандидатскую диссертацию защитил в 1946 году.
С 1947 года преподавал в Кишинёвском государственном университете и Кишинёвском государственном педагогическом институте им. Иона Крянгэ. В 1953—1961 годах — доцент, затем заведующий кафедрой высшей математики (1953—1961) Московского химико-технологического института имени Д. И. Менделеева.
В 1961 году возвратился в Кишинёв и в том же году первым из математиков был назначен академиком новосозданной Академии наук Молдавской ССР и первым директором Института физики и математики АН МССР (с 1964 года — Институт математики и Вычислительный центр АН МССР). С 1991 года — на пенсии (почётный директор Института математики).

## Семья
- Сестра — пианистка Татьяна Александровна Войцеховская (1915—1976), жена архитектора Валентина Александровича Войцеховского (1909—1977); их дочь — Нина Валентиновна Гросул-Войцеховская, доцент кафедры эстетического воспитания МГПУ, жена доктора исторических наук В. Я. Гросула, сына президента АН МССР Я. С. Гросула.
- Брат — Дмитрий Александрович Андрунакиевич (1921—?), жил в Канаде.
- Жена — Ирина Васильевна Щитова (1924—1998).
  - Сын — Александр (1950—2013), кандидат физико-математических наук (1980)[4]. Сын Николай (род. 1948).

## Монографии
- Андрунакиевич В. А. Радикалы ассоциативных колец: Автореф. дис. … д-ра физ.-матем. наук. — М., 1958. — 11 с.
- Андрунакиевич В. А., Рябухин Ю. М. Радикалы алгебр и структурная теория. — М.: Наука, 1979. — 496 с. — (Соврем. алгебра). — 400 экз.
- Андрунакиевич В. А., Киртоагэ И. Д. Числа и идеалы. — Кишинёв: Лумина, 1980.
- Андрунакиевич В. А. Прикладные задачи механики сплошных сред. — Кишинёв: Штиинца, 1985.
- Днестровская тетрадь: нерешённые проблемы теории колец и модулей. Институт математики СО АН СССР, 1982.
- Советская Молдавия: краткая энциклопедия. Под редакцией В. А. Андрунакиевича и И. К. Вартичана. Кишинёв: Главная редакция Молдавской Советской энциклопедии, 1982. — 709 с.
- Андрунакиевич В. А. Модули, алгебры и топологии. — Кишинёв: Штиинца, 1988.
- Конструкции топологических колец и модулей (с В. И. Арнаутовым). Кишинёв: Штиинца, 1988.